# Parotis bracata
Parotis bracata là một loài bướm đêm trong họ Crambidae.